# Solitaire du Figaro 2015
Navigation
2014 2016
La Solitaire du Figaro 2015 (officiellement La Solitaire  du  Figaro  –  Eric  Bompard  cachemire ) est la 46e édition de la Solitaire du Figaro, une course à la voile en solitaire. Elle s'est déroulée du 22 mai au 28 juin 2015 et a été remportée par Yann Eliès.

## Description
Le départ de la course a été donné le 31 mai 2015 à Bordeaux. 39 skippers de 4 nationalités y prennent part.

## Faits marquants
Avant le départ
39 skippers de 4 nationalités (Française, Anglaise, Allemande, Turque) y prennent part, dont 3 femmes et 12 bizuths.
Le skipper le plus jeune est le britannique Rob Bunce avec 21 ans et le plus âgé est Alain Gautier avec 53 ans. 
Trois anciens vainqueurs sont alignés au départ : Jérémie Beyou (2005, 2011, 2014), Yann Eliès (2012, 2013) et Alain
Gautier (1989).
Course
Abandons de Marc Pouydebat sur France AVC et de Tolga Ekrem Pamir sur Un jour, Un
homme, Un arbre lors de la 1re étape.
Démâtage du voilier Bretagne – Crédit Mutuel Performance de Corentin Horeau sur la 1re étape
étape. Il reprend tout de même le départ de l'étape 2 à La Corogne.
Lors de la 2e étape, les mauvaises conditions météo au passage du Cap Finistère et dans le Golfe de Gascogne oblige les concurrents à se réfugier dans le port espagnol de La Corogne,.
Abandons de Nick Cherry sur Redshift et Benjamin Dutreux sur Team Vendée lors de la 3e étape.
Abandons de Sébastien Simon sur Bretagne - Crédit Mutuel Espoir pour rupture d’étai pendant la 4e étape. Le vent étant insuffisant pour rallier l'arrivée à Dieppe, les skippers Yannick Evenou sur Loi et Vin, Yannig Livory sur Lorientreprendre, Rob Bunce sur Artemis 37, Marc Pouydebat sur France AVC et Tolgam Ekrem Pamir sur Un jour, Un homme, Un arbre, abandonnent la dernière étape.
Records
Yann Eliès rejoint Jean Le Cam pour le record de 10 victoires d’étape. Il devient aussi triple vainqueur de la course, comme Jérémie Beyou, Philippe Poupon , Michel Desjoyeaux et Jean Le Cam.

## Étapes
|   | Départ                           | Arrivée        | Distance (milles nautiques) | Vainqueur                                         | Durée de course                              |
| - | -------------------------------- | -------------- | --------------------------- | ------------------------------------------------- | -------------------------------------------- |
| 1 | Bordeaux (Pauillac)              | Sanxenxo       | 461                         | Thierry Chabagny (Gedimat)                        | 3 jours, 9 heures, 11 minutes et 36 secondes |
| 2 | Sanxenxo remplacé par La Corogne | La Cornouaille | 522 remplacé par 330        | Sébastien Simon (Bretagne - Crédit Mutuel Espoir) | 2 jours, 8 heures, 45 minutes et 21 secondes |
| 3 | La Cornouaille                   | Torbay         | 400                         | Yann Eliès (Groupe Quéguiner - Leucémie Espoir)   | 2 jours, 16 heures, 30 minutes et 9 secondes |
| 4 | Torbay                           | Dieppe         | 470                         | Adrien Hardy (Agir Recouvrement)                  | 3 jours, 9 heures, 15 minutes et 10 secondes |

## Classement général
| Position | Navigateur       | Bateau                             | Durée de course                                 |
| -------- | ---------------- | ---------------------------------- | ----------------------------------------------- |
| 1        | Yann Eliès       | Groupe Quéguiner - Leucémie Espoir | 11 jours, 21 heures, 17 minutes et 14 secondes. |
| 2        | Charlie Dalin    | Skipper MACIF 2015                 | à 25 minutes et 46 secondes                     |
| 3        | Xavier Macaire   | Skipper Hérault                    | à 44 minutes et 29 secondes                     |
| 4        | Jérémie Beyou    | Maître CoQ                         | à 1 heure, 55 minutes et 8 secondes             |
| 5        | Gwenolé Gahinet  | Safran - Guy Cotten                | à 2 heures, 9 minutes et 55 secondes            |
| 6        | Alexis Loison    | Groupe FIVA                        | à 2 heures, 47 minutes et 43 secondes           |
| 7        | Thierry Chabagny | Gedimat                            | à 2 heures 54 minutes et 25 secondes            |
| 8        | Yoann Richomme   | Skipper MACIF 2014                 | à 2 heures, 58 minutes et 22 secondes           |
| 9        | Alan Roberts     | Magma Structures                   | à 6 heures, 56 minutes et 50 secondes           |
| 10       | Jackson Bouttell | GAC Concise                        | à 7 heures, 4 minutes et 36 secondes            |